# Dariusz Jacek Łabudzki

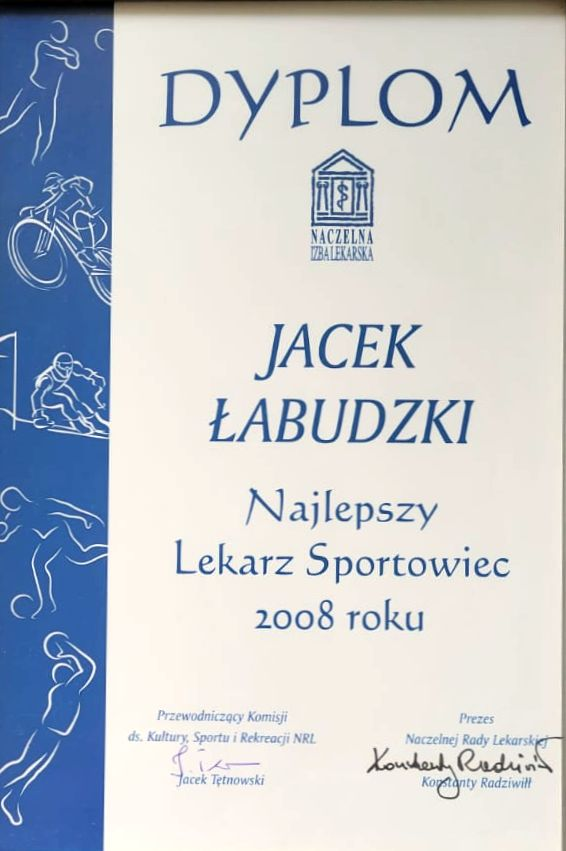
Dyplom Najlepszy Sportowiec Roku 2008

Dariusz Jacek Łabudzki (ur. 4 stycznia 1960 w Krakowie) – polski lekarz i biegacz długodystansowy
Lekarz pediatra od wielu lat mieszkający w Sandomierzu. Jako pierwszy Polak ukończył sześć najważniejszych ultramaratonów na świecie:
1. Spartathlon – 246 km z Aten do Sparty w Grecji – we wrześniu 2008, czas biegu 33:18:11[4];
2. Ultra Trail Du Mont Blanc – 170 km z przewyższeniami sięgającymi 10 000 m wokół masywu Mont Blanc – w sierpniu 2011, czas biegu 41:22:48[5][6];
3. Marathon Des Sables – 250 km w sześć dni z pełnym ekwipunkiem po bezdrożach Sahary – w kwietniu 2012, czas biegu 31:08:12[7];
4. Comrades Marathon – 89 km w Republice Południowej Afryki – najstarszy ultramaraton na świecie – w czerwcu 2012, czas biegu 07:21:56 (srebrny medal)[8];
5. Western States Endurance Run[9] – najbardziej uznawany bieg 100-milowy świata w górach Sierra Nevada w Kalifornii – w czerwcu 2012, czas biegu 26:43:45[10];
6. Badwater 135 Ultramaraton w Dolinie Śmierci, także w Kalifornii, 217 km na wysokości od 700 do 2500 m n.p.m. w temperaturze sięgającej 50 st. Celsjusza, trzeba pokonać trzy łańcuchy górskie i zmieścić się w limicie 48 h – w lipcu 2014, czas biegu 42:57:31[11][12][13].

Ponadto jako pierwszy Polak w 2013 ukończył w czasie 44 h 42 min jeden z najtrudniejszych ultramaratonów górskich na świecie La Ultra The High w Himalajach o długości 222 km i średniej wysokości 4500 m n.p.m., trasa wiodła przez dwie najwyższe na ziemi górskie przełęcze.
Jest etatowym medalistą Ogólnopolskich Igrzysk Lekarskich w Zakopanem w lekkoatletyce, startował w licznych maratonach, zaliczył ponadto biegi na 100 kilometrów, m.in. w Szwajcarii i Tajlandii – w tym ostatnim biegu zachował się szlachetnie, udzielając pomocy medycznej rywalowi. Jest pomysłodawcą i współorganizatorem imprez sportowych odbywających się w Sandomierzu – Sportowego Weekendu Kwitnących Sadów oraz letniego i zimowego triathlonu, uhonorowanym tytułem Ambasadora Sandomierskiego Sportu. Ponadto od czterech lat jest dyrektorem Festiwalu Biegowego Sandomierskim Szlakiem Winiarskim. Za osiągnięcia sportowe zdobył liczne nagrody i listy gratulacyjne.